# Johann Heinrich von Bernstorff

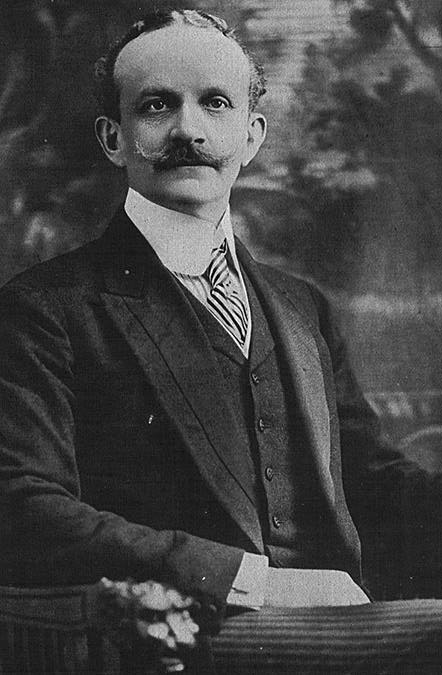
Johann Heinrich Graf von Bernstorff

Johann Heinrich Graf von Bernstorff (* 14. November 1862 in London, Vereinigtes Königreich; † 6. Oktober 1939 in Genf, Schweiz) war ein deutscher Diplomat. Der einflussreichen deutsch-dänischen Politiker- und Diplomatenfamilie Bernstorff entstammend machte er ebenfalls Karriere im diplomatischen Dienst.

## Leben

### Herkunft, Ausbildung und frühe Jahre
Bernstorff wurde in London als Sohn des damaligen preußischen Gesandten und früheren Außenministers Albrecht von Bernstorff und jüngerer Bruder von Percy von Bernstorff und Andreas von Bernstorff geboren. Das erste Jahrzehnt seiner Kindheit verbrachte er in London, Englisch wurde seine zweite Muttersprache. Als sein Vater 1873 starb, kehrte seine Mutter Anna, geborene Freiin von Koenneritz (1821–1893) zurück auf das Gut Stintenburg am Schaalsee in Mecklenburg. Er besuchte Internate: eine Vorbereitungsschule in Sulza (Thüringen), das Viztthum-Gymnasium in Dresden, dann bis zum Abitur 1881 das Gymnasium Lauenburgische Gelehrtenschule in Ratzeburg.
Ihn zog es wie seinen Vater und Bruder in den diplomatischen Dienst. Ein politischer Streit mit der Familie Bismarck, insbesondere Herbert von Bismarck, blockierte das zunächst. Stattdessen trat er nach Familientradition in ein Berliner Garderegiment ein, das 1. Garde-Feld-Artillerie-Regiment, und blieb dort acht Jahre lang aktiver Offizier. Er war nicht gern Soldat, aber sein Status gab ihm Zugang zum Potsdamer und Berliner Hof und zur höheren Gesellschaft.
Am 14. November 1887 heiratete der Leutnant die gebürtige Amerikanerin Jeanne Luckemeyer (* 13. Dezember 1867 in New York; † 26. April 1943 in Washington, D. C.), Tochter des New Yorker Kaufmanns Eduard (Edward) Luckemeyer (1830–1907) und Enkelin des Düsseldorfer Unternehmers und Politikers Carl Luckemeyer. Sie hatten zwei Kinder, Christian Günther (* 1891 in Berlin) und Luise Alexandra (* 1888 in Berlin). Ihre Tochter trug nach ihrer Heirat den Namen Alexandra Prinzessin zu Löwenstein-Wertheim-Rosenberg.

### Diplomatische Laufbahn
1888 begann seine Laufbahn als Diplomat, nachdem das Verhältnis zu Herbert von Bismarck wieder geheilt war. Er wurde noch als Offizier als Attaché an die Botschaft in Konstantinopel kommandiert, kehrte aber 1890 nach Berlin zurück, wo er 1892 das Diplomatenexamen bestand. Es folgten Stationen als Legationssekretär in Belgrad (1892/93), Dresden (1894/95) und Sankt Petersburg (1896/97), als Legationsrat in München (1897–1902). Seine Karriere machte einen Sprung, als er 1902 als Botschaftsrat nach London gesandt wurde, 1906 als Generalkonsul nach Kairo. Dort erlangte er erste weltpolitische Bedeutung, als er 1906 versuchte, die Marokkokrise zu entschärfen. 

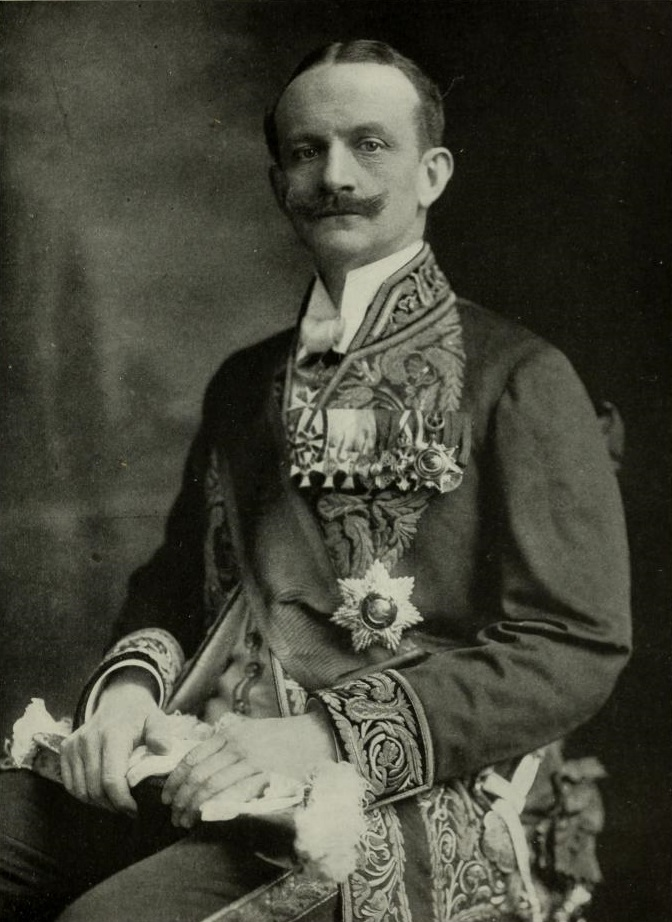
Johann Heinrich Graf von Bernstorff in Diplomatenuniform mit Orden (vor 1917)

Von 1908 bis 1917 war Bernstorff Kaiserlicher Botschafter in Washington, D. C. Nach dem Beginn des Ersten Weltkrieges versuchte er den Kriegseintritt der USA zu verhindern, was ihm – im Zusammenwirken mit US-Präsident Woodrow Wilson – trotz mehrerer antideutscher Krisen in der öffentlichen Meinung der USA (z. B. Lusitania-Versenkung) bis zur Wiederaufnahme des unbeschränkten U-Boot-Krieges durch Deutschland und die folgende Kriegserklärung der USA im April 1917 für längere Zeit gelang. Zu diesem Zweck opponierte Bernstorff heftig gegen die Pläne seines eigenen Landes zum uneingeschränkten U-Boot-Krieg und unterstützte die Friedenspolitik von Präsident Wilson, auf dessen ernsthafte Vermittlungsvorschläge an beide kriegführenden Bündnisse er Hoffnungen setzte. 
Allerdings deckte er die deutschen Propaganda-Aktivitäten sowie Agentenringe, Spionage- und Sabotage-Operationen in den USA, die der Militärattaché Franz von Papen gemeinsam mit Marineattaché Karl Boy-Ed leitete. Zwar rechtfertigte Bernstorff sich später, Berliner Instruktionen für die Agenten seien an ihm vorbeigegangen; dies wird von der Forschung jedoch nicht als völlig glaubhaft eingestuft – gerade weil er sich zeitweilig energisch gegen Berliner Geldtransfers an Agenten verwandte und versuchte, sich so wenig wie möglich zu informieren, was Papens Agenten taten. Bernstorff habe sich sehr wohl im „Zwielicht“ befunden und das auch gewusst.
Als die antideutsche Stimmung wuchs, wurde Bernstorff persönlich zur Zielscheibe von Polemik, Propaganda und Hassreden in Reden, Artikeln und Karikaturen. In Bildersammlungen wie der Library of Congress sind zahlreiche Cartoons erhalten, die Bernstorff aufs Korn nahmen. Renommierte Hochschulen wie Princeton, Brown, Chicago, Pittsburgh und Union College entzogen ihm die zuvor verliehenen Ehrengrade. Selbst die 1915–17 sehr feindselige New York Times räumte im Rückblick 1936 mit Bedauern ein, er sei von ihr selbst und der amerikanischen Öffentlichkeit „geschmäht und beleidigt“ und „wie ein Schwerverbrecher behandelt“ worden, teilweise „hysterisch“. Nur wenige Personen des öffentlichen Lebens hätten ihn und seine besten Absichten und Versuche verteidigt, den Frieden zu erhalten. Erst Jahrzehnte später erkannten viele Amerikaner, „wäre Berlin seinen Ratschlägen gefolgt, wäre die Geschichte zum großen Vorteil Deutschlands und der Vereinigten Staaten völlig anders verlaufen“.
Umso eifriger betrieben die Alldeutschen und die Oberste Heeresleitung seine „Kaltstellung“, die 1917 nach dem Kriegseintritt der USA mit der Versetzung als Botschafter nach Konstantinopel erfolgte. Dort sah sich Bernstorff, nicht immer glücklich agierend, mit den Folgen des Völkermords an den Armeniern von 1915/16 konfrontiert, die während der osmanischen Besetzung von Baku 1918 erneute Pogrome an Armeniern auslösten. Anders als der frühere deutsche Botschafter, Graf Wolff-Metternich, hat Bernstorff das heikle Thema eher zu umgehen versucht. Zu diesem wenig rühmlichen Kapitel seiner Karriere schwieg er später in seinen Memoiren.
Intensiv hingegen hat Botschafter Bernstorff damals mit der verbündeten osmanischen Regierung über die Errichtung einer „Heimstätte“ für auswanderungswillige europäische Juden in Palästina verhandelt. Dabei sorgte Bernstorff im Zusammenspiel mit dem in der Türkei tätigen deutschen General Erich von Falkenhayn dafür, dass Überlegungen der Jungtürken, die als politisch unzuverlässig eingestufte jüdische Bevölkerung Palästinas ähnlich brutal wie die Armenier in Todesmärschen zu deportieren, nicht ausgeführt wurden. Der damalige osmanische Großwesir Talât Pascha erklärte gegenüber Bernstorff ausdrücklich: „Nous avons fait beaucoup de mal aux armeniens, mais nous ne ferons rien aux juifs.“ („Wir haben den Armeniern viel Böses angetan, aber wir werden den Juden nichts tun.“)

### Politiker in der Weimarer Republik

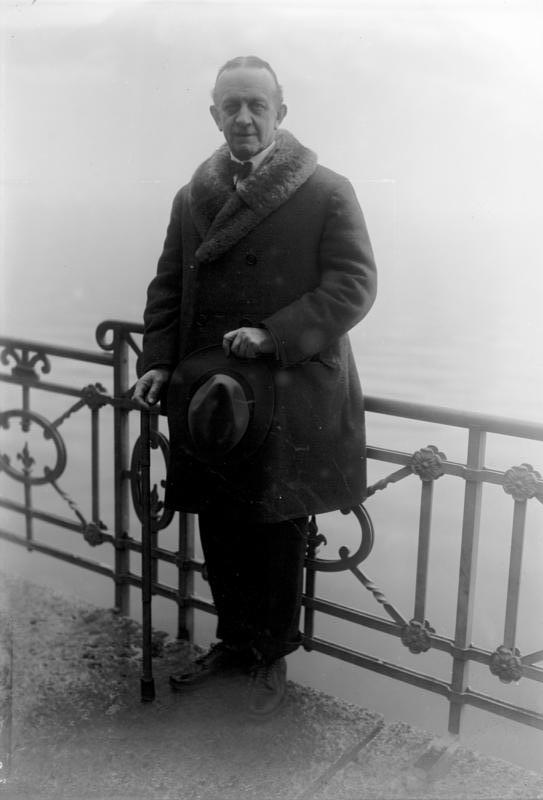
von Bernstorff (1930)

Kurz vor Kriegsende lehnte Bernstorff im Oktober 1918 den von Reichskanzler Max von Baden angebotenen Posten als Staatssekretär des Auswärtigen Amtes ab. Er wurde dennoch von Konstantinopel nach Berlin befohlen, um die Verhandlungen mit Wilson zu unterstützen. Er leitete die Vorbereitende Kommission für die Friedensverhandlungen, geriet allerdings in eine Rivalität mit seinem Vetter Ulrich Graf von Brockdorff-Rantzau, der erster Außenminister der Republik wurde.
Er quittierte den aktiven Dienst. Er gehörte zu den prominenten Politikern der liberalen Deutschen Demokratische Partei (DDP). Zu seinen politischen und auch privaten Freunden gehörte Außenminister Walter Rathenau (DDP). Bernstorff war 1919 Mitgründer des Demokratischen Klubs in Berlin.

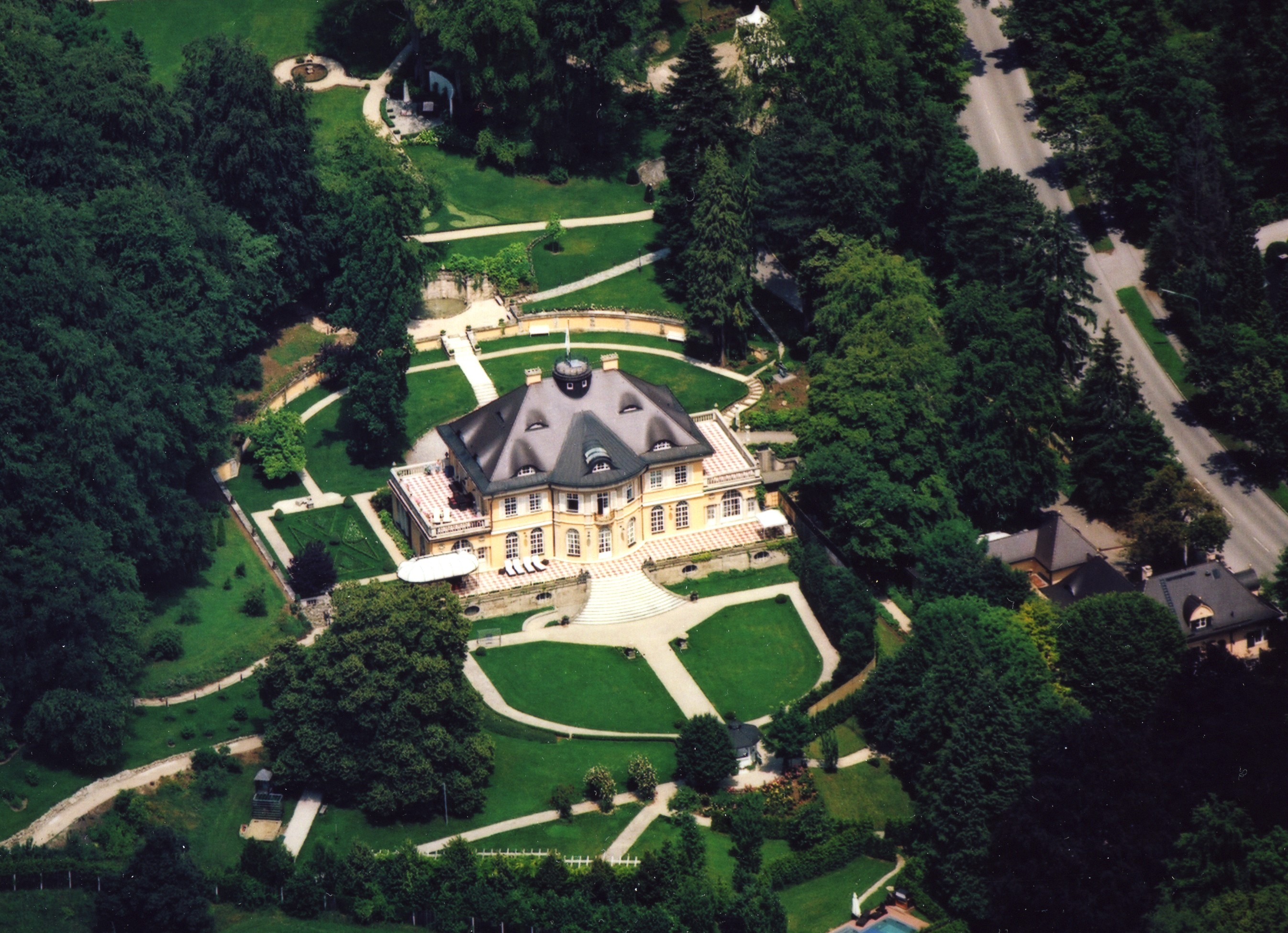
Palais Sonnenhof in Starnberg bei München, von 1920 bis 1934 bekannt als Villa Graf Bernstorff. Aufnahme von 2009.

Von 1920 bis 1934 war sein Wohnsitz und zweiter Wirkungskreis Bayern. Im oberbayerischen Starnberg erwarb er von Julius Böhler das 1912 errichtete „Palais Sonnenhof“, nach seinem neuen Eigentümer dann auch „Villa Graf Bernstorff“ für 1,1 Millionen Reichsmark; Bernstorff ließ das luxuriöse Anwesen baulich erweitern.
Für die DDP zog er 1921 für den Wahlkreis 13 in Schleswig-Holstein in den Reichstag ein, dem er bis 1928 angehörte und wo er sich insbesondere für den Völkerbund einsetzte. 1922 wurde er Präsident der Deutschen Liga für den Völkerbund und setzte sich für den Eintritt Deutschlands in diese von vielen Deutschen als Organisation der Siegermächte abgelehnte Staatengemeinschaft ein. 1929 wurde er zum Präsidenten des internationalen Verbands der Völkerbundligen gewählt. Er war Teilnehmer aller deutschen Völkerbunds-Delegationen. Zwischen 1926 und 1931 vertrat er Deutschland als Delegierter bei der Vorbereitenden Abrüstungskonferenz für internationale Verständigung. Bernstorff war eines der wenigen liberalen Mitglieder des eigentlich von der SPD geprägten Reichsbanners Schwarz-Rot-Gold.

### Publizistisches Wirken
Bernstorff veröffentlichte eine Vielzahl von Artikeln und Büchern. Er führte seine Rolle als Diplomat vor allem in den USA sehr öffentlich aus (er beherrschte das Englische wie seine Muttersprache) und steigerte dies später als Politiker und in seiner Öffentlichkeits- und Lobbyarbeit für den Völkerbund. Er beteiligte sich insbesondere an den Debatten zur deutschen Kriegsschuld, zum Kriegseintritt Amerikas, zur Verteidigung Wilsons und zu den deutsch-amerikanischen Beziehungen, zu Völkerbund, Abrüstung und Pazifismus. Er war als Autor, Buchkritiker, Übersetzer, Herausgeber und Medienpolitiker tätig. Er schrieb zwei Erinnerungsbände, die sofort ins Englische übertragen wurden: Deutschland und Amerika Erinnerungen aus dem fünfjährigen Kriege (1920, engl. My Three Years in America, 1920), Erinnerungen und Briefe (1936, engl. Memoirs of Count Bernstorff, 1936). Die Autobiographie wurde von nationalsozialistischer Seite in Deutschland scharf angegriffen.
1923 wurde Bernstorff Vorsitzender des Aufsichtsrats der Richard Pflaum Verlag Aktiengesellschaft in München. In diesem Gremium saßen mehrere DDP-Politiker. Bei dieser Firma lag die eigentliche Steuerung der Allgemeinen Zeitung, die DDP-Kreise aus politischen Gründen wieder von einer Wochenzeitung in einer Tageszeitung (ab 2. Januar 1924) verwandelten. Der DDP-Medienpolitiker Hermann Dietrich arrangierte – vermutlich Bernstorffs Wissen für die AZ Darlehen, die aus Reichsgeldern stammten, über die von Max Winkler geleitete, verdeckt operierende Medienholding Konkordia Literarische Anstalt mbH. Die verdeckten Staatssubventionen verhinderten allerdings nicht den raschen wirtschaftlichen und politischen Absturz des Zeitungsunternehmens, aus dem ab März 1925 die neuen Titel AZ am Morgen und AZ am Abend hervorgingen. Auch für die Finanzierung der kurzlebigen Münchner Wochen- und Tageszeitung Süddeutsche Presse im Verlag Richard Pflaum (1920–1922) setzte sich Bernstorff ein.
Bernstorff wirkte in der DDP als Herausgeber und Autor einer einflussreichen politischen Zeitschrift, die von 1918 bis 1928 erschien: Das demokratische Deutschland, 1923 umbenannt in Deutsche Einheit. Der Hamburger Senator Peter Stubmann gab diese DDP-nahe Wochenschrift nach ihrer Gründung am 14. Dezember 1918 in Berlin zunächst gemeinsam mit Ludwig Bergsträsser und Hermann Kalkoff heraus. Bernstorff gehörte informell zum Gründerkreis, war aber erst ab Dezember 1920 förmlich Ko-Herausgeber, als Kalkoff ausschied. Auch Bergsträsser gab die Herausgeberschaft bald auf, so dass Stubmann und Bernstorff die Zeitschrift führten. Sie erschien im parteieigenen Demokratischen Verlag in Berlin, dann im Frei-Werk-Verlag Hamburg, wurde reichsweit und im Ausland gelesen. Redaktionsleiter war zunächst Hugo Frenz, ab August 1920 Richard May. Kurze, klare, pointierte Essays prägten die Zeitschrift, die für den innerparteilichen Diskurs von Programm und Regierungspraxis gedacht war. Die Außenpolitik spielte eine wichtige Rolle, daher griff Herausgeber Bernstorff oft selbst zur Feder. Viele Prominente wurden Autoren, etwa Hans von Eckart, Egbert von Frankenberg, Ludwig Herz, Theodor Heuss, Hans Goslar, Adolf Korell, Heinrich Mann oder Rochus von Rheinbaben. „Was in der Deutschen Demokratischen Partei einen Namen hatte, benutzte das Blatt als Sprachrohr“, hieß es in einer zeitungswissenschaftlichen Studie 1928. Bernstorff legte die Herausgeberschaft – nach vielen eigenen Beiträgen – im März 1927 nieder, um sich auf seine Völkerbundsarbeit zu konzentrieren.

### Emigration

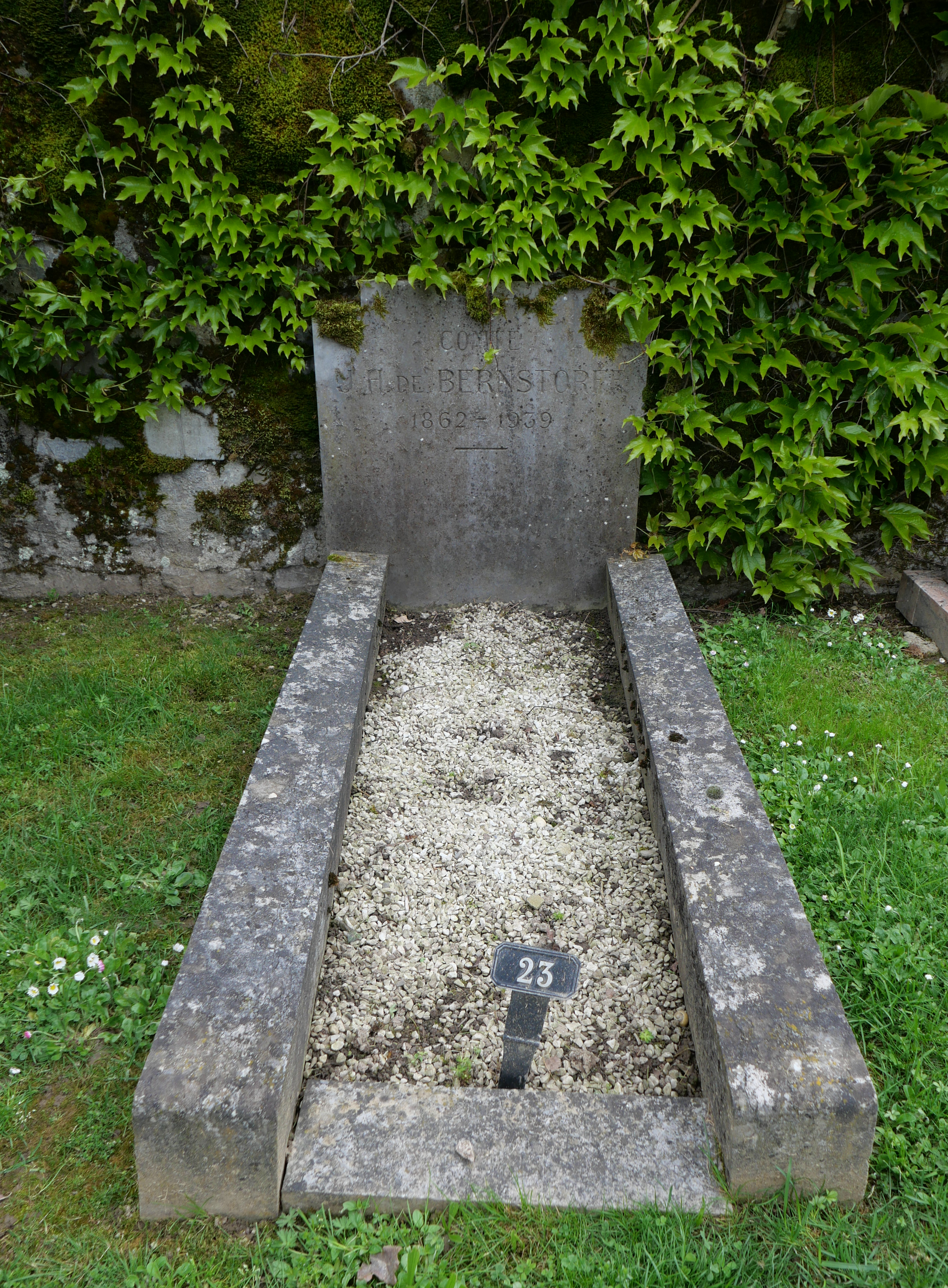
Das Grab im Jahr 2024

1933 emigrierte Bernstorff angesichts der Machtübernahme der Nationalsozialisten nach Genf, wo er 1939 starb. Einige internationale Zeitungen würdigten ihn. In Deutschland und Österreich wurde sein Tod verschwiegen, in der deutschen Presse erschienen keine Nachrufe. Erst 1949 brachte die Frankfurter Rundschau einen Nachruf.
Er fand seine letzte Ruhestätte auf dem Friedhof von Genthod, wenige Meter vom Grab seines Schwiegersohns Raymond de Pourtalès (1882–1914) entfernt, der sein Sekretär an der Botschaft in Washington, D.C. gewesen war.
Johann Heinrich Graf von Bernstorff war der Onkel des Widerstandskämpfers Albrecht Graf von Bernstorff.
Die „Villa Graf Bernstorff“ („Sonnenhof“) verkaufte Bernstorff 1934 an Alfred Walz, Sohn des Heidelberger Bürgermeisters Ernst Walz, und übertrug den Besitz 1948 schließlich seiner Tochter, Edith Walz.

## Auszeichnungen
- Titel Wirklicher Geheimer Rat
- Roter Adlerorden, 2. Klasse mit Stern und Eichenlaub[29]
- Königlicher Kronen-Orden (Preußen), 2. Klasse mit Stern
- Eisernes Kreuz am weißen Bande
- Landwehrdienstauszeichnung I. Klasse
- Johanniterorden, Rechtsritter
- Verdienstorden der Bayerischen Krone, Komtur
- Orden vom Heiligen Michael, Komtur
- Albrechts-Orden, Komtur 2. Klasse
- Friedrichs-Orden, Komtur II. Klasse
- Orden vom Zähringer Löwen, Ritter I. Klasse
- Herzoglich Sachsen-Ernestinischer Hausorden, Komtur 2. Klasse
- Sankt-Stanislaus-Orden, II. Klasse[30]
- Orden des Weißen Adlers (Serbien), Ritter
- Takovo-Orden, Kommandeur
- Osmanje-Orden, 4. Klasse
- Doktor der Rechte ehrenhalber, Columbia University, New York
- Doktor der Rechte ehrenhalber, University of Chicago
- Doktor der Rechte ehrenhalber, Princeton University

## Schriften (Auswahl)

### Bücher
- Deutschland und Amerika. Erinnerungen aus dem fünfjährigen Kriege. Berlin: Ullstein 1920. (Digitalisat)
- Erinnerungen und Briefe. Zürich: Polygraphischer Verlag 1936 (Digitalisat).

Übersetzungen: The Memoirs of Count Bernstorff. London: Heinemann 1936; Memoirs of Count Bernstorff. New York: Random House 1936.

### Aufsätze
- „Die Biographie eines amerikanischen Botschafters“. In: Das Demokratische Deutschland, 1923.
- „Briefe eines amerikanischen Ministers“. In: Das Demokratische Deutschland, 1923.
- „Die Memoiren des Obersten House“. In: Deutsche Einheit, 1926.
- „Eine Engländerin über die Frage der Schuld am Kriege“. In: Das Demokratische Deutschland, 1923.
- „Gedanken des Verfassungstages“. In: Deutsche Einheit, 1925.
- „Gedanken über die Zukunft Deutschlands“. In: Löffler, Klemens (Hrsg.). Deutschlands Zukunft im Urteil führender Männer. Halle: Diekmann, 1921, S. 18–24.
- „Germany or France“. In: The Outlook [New York], 1912.
- „Germany and the Great War“. In: The Independent [New York], 1914. „Nochmals die Schuldfrage“. In: Das Demokratische Deutschland, 1923.
- „Nochmals Parlamentariers Wochenende“. In: Das Demokratische Deutschland, 1923.
- „Wilsons Apologie“. In: Das Demokratische Deutschland, 1923.
- „Wilson und Page“. In: Deutsche Einheit, 1925.
- „Woodrow Wilson †“. In: Deutsche Einheit, 1924.